# Brusendorf
Brusendorf, ein märkisches Dorf, ist ein Ortsteil der Stadt Mittenwalde im Landkreis Dahme-Spreewald im Bundesland Brandenburg der Bundesrepublik Deutschland. Zu Brusendorf gehört der Gemeindeteil Boddinsfelde.

## Lage
Brusendorf liegt vor der südöstlichen Stadtgrenze von Berlin und ist von dort über die Bundesautobahnen 113 und 13 zu erreichen, die erste Abfahrt (Ragow) nach dem Autobahnkreuz Schönefeld sowie über die 10 (Abfahrt Rangsdorf). Nördlich des Ortes liegt Schönefeld, westlich grenzt es an Rangsdorf und östlich liegt Königs Wusterhausen. Direkt nordöstlich vom Dorf befindet sich das Autobahnkreuz Schönefeld.

## Geschichte und Etymologie

### 14. Jahrhundert bis 16. Jahrhundert
Brusendorf wurde erstmals im Jahr 1348 als Kopke Brusendorp erwähnt. 1375 erschien es als Brusendorpp, Brusendorff und Brusendorp im Landbuch Karls IV. Der Name wird vom slawischen Personennamen Brus abgeleitet, d. h. das „Dorf des Brus“. Es war zu dieser Zeit 50 Hufe groß, wobei dem Pfarrer drei Freihufe und dem Schultheiß vier Freihufen zustanden. Als Eigentümer aus der Zeit vor 1375 ist der Berliner Bürger Peter Rode überliefert. Er besaß das Ober- und Untergericht sowie das Kirchenpatronat. Die Einwohner leisteten Wagendienste und zahlten Pacht und Zinsen über 44 Hufen. Weitere sechs Hufen gehörten dem Bürger H. Flügge aus Berlin. Von den 16 Rauchhühner erhielt er vier, zwei der Pfarrer sowie drei der Schulze. Außerdem entrichteten sie einen Krugzins sowie einen Mühlenzins – ein Hinweis darauf, dass es zu dieser recht frühen Zeit bereits eine Mühle im Ort gab. Die Bewohner betrieben seit jeher vorzugsweise Landwirtschaft. So entstanden mehrere große Bauernhöfe sowie ein Rittergut Badewitz. Die zinspflichtigen Hufen mussten neun Scheffel Roggen und Hafer, zwei Scheffel Gerste, ein Viertel Erbsen an Pacht abgeben. Im Ort lebten weiterhin acht Kötter, die jeweils einen Schilling an die Bauern bezahlen mussten. Die Einwohner errichteten Anfang des 14. Jahrhunderts aus Feldsteinen die Dorfkirche, die 1527, 1568 und 1642 als Mutterkirche ausgewiesen war. Nach dem Tod Rodes fiel der Ort wieder in den Besitz der Mark Brandenburg. Dort blieb es jedoch nicht lange, sondern wurde bereits 1417 als Pfand für 180 Schock an Günter Barut(h) und seine Frau verpfändet. Von dort gelangte es über den Markgrafen Johann für 350 Schock im Jahr 1429 an Friedrich Wilmersdorf und Hans von Otterstedt, dessen Familie den Ort ab 1480 vollständig besaß. Die Einkünfte dürften jedoch nicht sehr hoch gewesen sein, denn zu dieser Zeit waren über 30 Hufe wüst. Außerdem wechselte der Ort in den darauffolgenden Jahrzehnten erneut die Besitzer. 1450 war von Brussendorpp, im Jahr 1451 von zcu Brüsendorff die Rede.

### 17. Jahrhundert

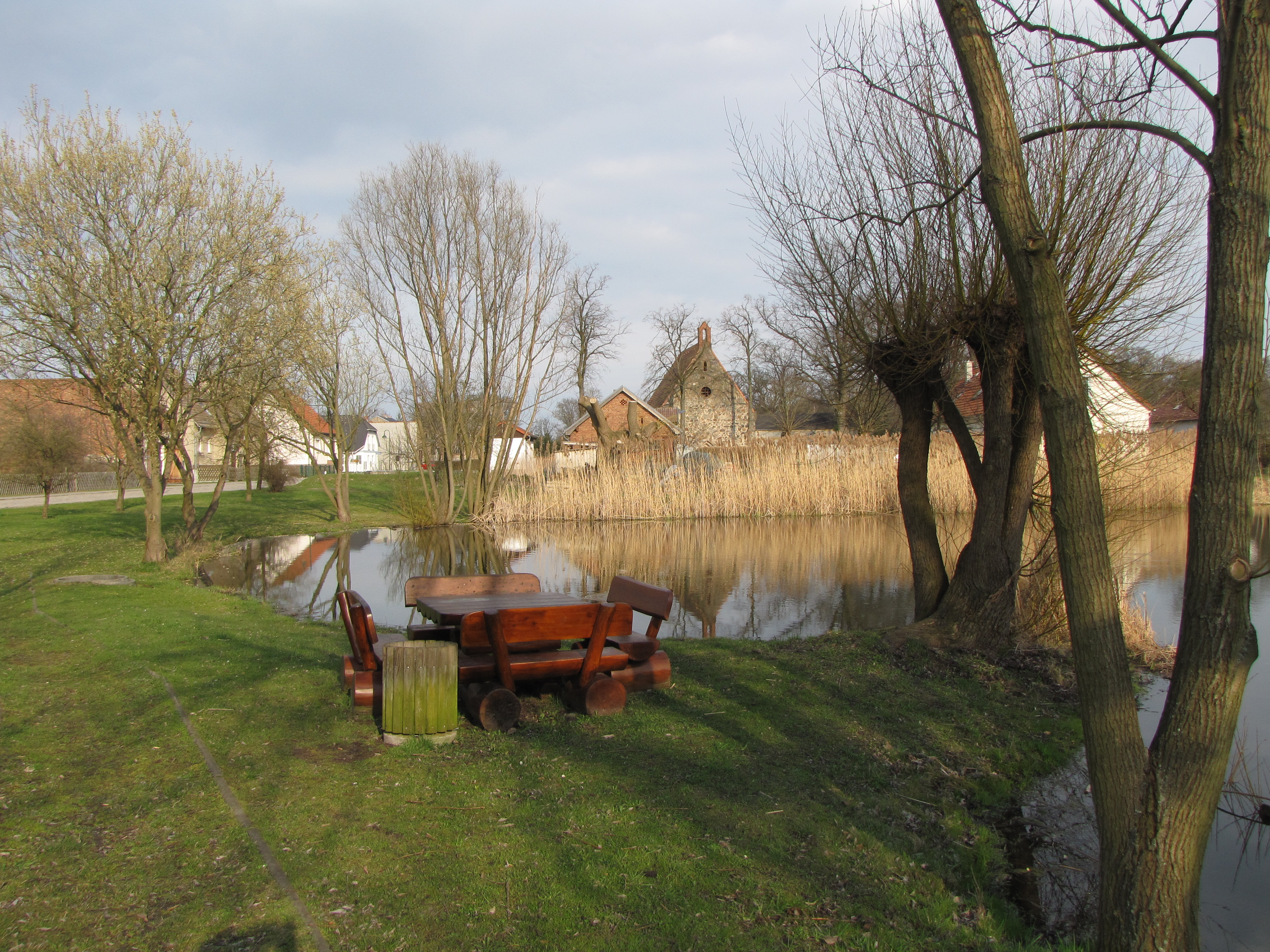
Brusendorf, Blick über einen der beiden Dorfteiche

Im Jahr 1624 gab es im Ort 10 Hufner, sieben Kötter und einen Hirten. Eine eigene Schmiede besaß Brusendorf jedoch noch nicht, denn in den Akten ist von einem Laufschmied die Rede, der bei Bedarf vorbeikam. Im Dreißigjährigen Krieg war auch Brusendorf von den Kriegshandlungen schwer betroffen. 1645 erschienen noch 5,5 Ritterhufen derer von Otterstedt, 1652 gab es in Braußendorff jedoch nur noch einen Kötter mit einem Sohn. Alle anderen Bauern und Kötter waren wüst gefallen. 1673 wurde Brusendorf als Filialkirche nach Kiekebusch eingeordnet. 1686 bestand das Rittergut wieder aus 16 Hufen und hielt die Schäfereigerechtigkeit inne. Allerdings gab es nach wie vor noch 12 wüste Bauernhöfe sowie sechs Kötterhöfe (davon einer wüst) sowie eine Windmühle.

### 18. Jahrhundert
1711 war die Bevölkerung wieder auf sechs Hufner, vier Kötter, einen Schäfer sowie einen Knecht angewachsen. Von diesem wurde berichtet, dass er mittlerweile Soldat geworden war. Weiterhin gab es einen Jungen, einen Hirten sowie einen Schmied. Die Gemarkung war zu dieser Zeit 33 Hufen groß. 1745 waren es sieben Bauern sowie fünf Kötter. Es bestand ein Krug, eine Windmühle sowie das Rittergut. 1771 war Brusendorf auf 12 Giebel (=Wohngebäude) angewachsen. Im Ort lebten nach wie vor der Schmied und der Hirte. Es gab vier Paar Hausleute, den Schäfer, einen Groß- und einen Kleinknecht. Zwei Jahre später war von einer privaten Windmühle die Rede. 1785 musste der letzte derer von Otterstedt, Joachim Ernst, den Ort an den Landrat Alexander Gustav von der Liepe aus finanziellen Gründen verkaufen. Wenige Jahre später ging er 1798 an Bogislaw von Preuß über, der den Ort wiederum um 1800 an Nikolaus von Pe(s)ters veräußerte.

### 19. Jahrhundert

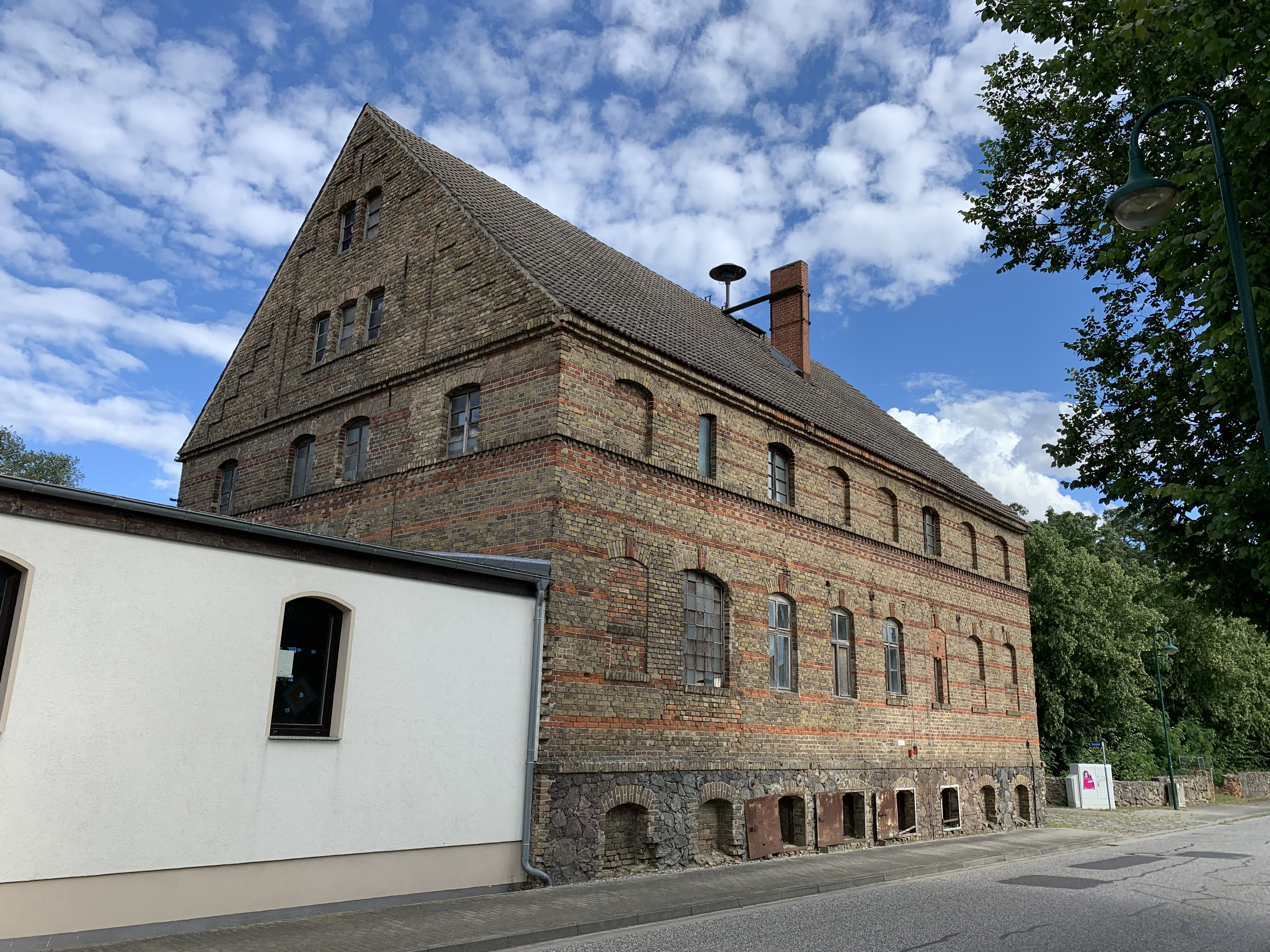
Nebengebäude des Gutshofes

1801 gab es im Ort sieben Ganzbauern, fünf Ganzkötter, vier Einlieger, einen Krug, eine Windmühle und eine Schäferei. Das Gut war 33 Hufen groß, das Rittergut 17 Hufen. Außerdem wurde von 20 Feuerstellen (=Haushalte) berichtet. Die Besitzer wechseln nun recht häufig. Von 1806 bis 1809 war es ein Freiherr von Grothuß, 1809 ein Herr von Schmieden sowie 1840 der Postkommissar Krohn mit seinen Erben. In diesem Jahr gab es im Dorf und Gut insgesamt 21 Wohnhäuser. Die Erben gaben den Ort 1846 an Philipp Ludwig Berend weiter, von dem es 1851 an Herrn Hackenberger gelangte. 1858 war der Bestand auf 11 Guts- und Hofeigentümer angewachsen. Sie beschäftigten 30 Knechte und Mägde sowie 24 Tagelöhner. Es gab weiterhin vier nebengewerbliche Landwirte, zwei Arbeiter, zwei Bediente und 16 Besitzungen. Das Rittergut war mit 2000 Morgen mit Abstand die größte Besitzung. Es folgten 12 Besitzungen von 30 bis 300 Morgen Größe, die zusammen auf 1106 Morgen kamen. Zwei weitere Besitzungen waren insgesamt acht Morgen groß sowie eine mit vier Morgen Größe. Im Ort lebten ein Schneidermeister, ein Grobschmiedemeister mit Geselle sowie ein Schankwirt. 1860 gab es im Dorf 14 Wohn- und 47 Wirtschaftsgebäude sowie zwei öffentliche Gebäude. Die Bewohner bewirtschafteten 1084 Morgen Acker, 44 Morgen Weide und 31 Morgen Gehöfte. Das Rittergut bestand aus vier Wohn- und 15 Wirtschaftsgebäuden. Dort wurden 1800 Morgen Acker, 150 Morgen Wald und 50 Morgen Wiese bewirtschaftet. 1871 ließ der Kirchenpatron den Sakralbau restaurieren, vergrößerte dabei unter anderem die Fenster und ließ den Kirchturm abreißen. 1894 erschien erstmals der Wohnplatz Mühlenetablissement.

### 20. bis 21. Jahrhundert

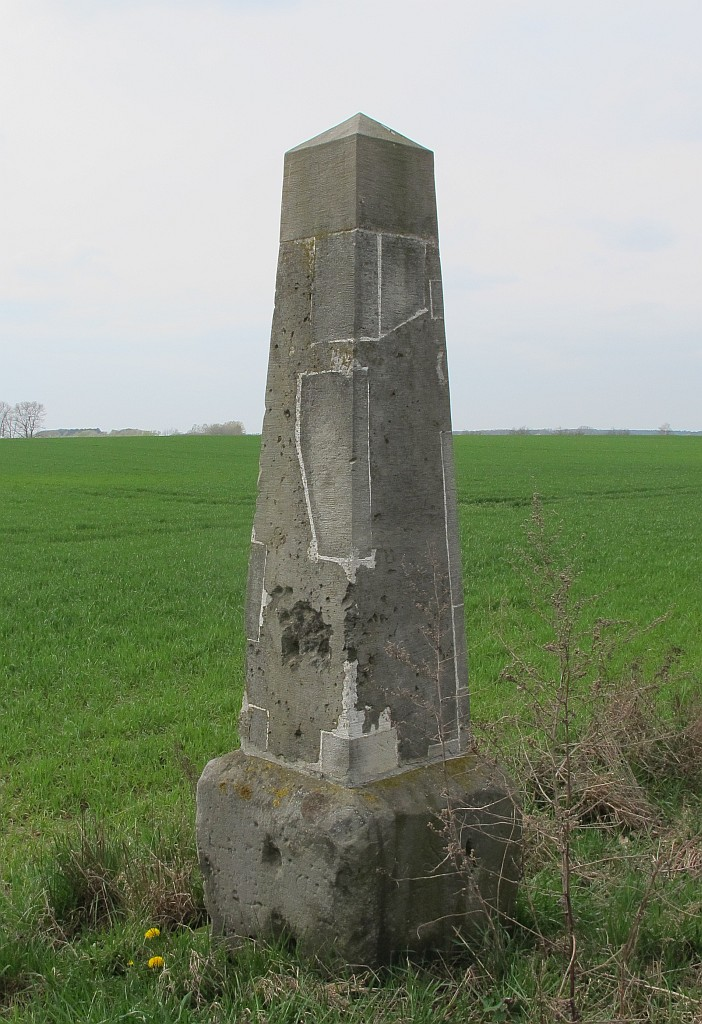
Meilenstein nördlich von Brusendorf

1900 eröffnete ein Bahnhof, der an die Strecke der Neukölln-Mittenwalder Eisenbahn angebunden war. Es gab 15 Häuser im Gut und fünf Häuser im Rittergut. 1908/1910 entstand mit Boddinsfelde eine zunächst eigenständige Gemeinde, in dem 149 Hektar als neuer Gutsbezirk ausgegliedert wurden. 1928 wurde der Gutsbezirk zum größten Teil mit dem Dorf vereinigt. Insgesamt 1,2 Hektar wurden der Neukölln-Mittenwalder Eisenbahn zugeschlagen, der Hollenpfuhlweg erhielt 0,8 Hektar. 1932 gab es die Gemeinde mit den Wohnplätzen Kleinbahnhof Brusendorf und Ziegelei. Aus dem Jahr 1939 ist bekannt, dass es 29 Wohnhäuser gab. In der Zeit des Nationalsozialismus in den Jahren 1934 und 1935 wurde das Rittergut zu Gunsten 16 einzelner Höfe aufgelöst. Nach dem Ende des Zweiten Weltkrieges montierten Arbeiter einen Teil der Bahnstrecke als Reparation zunächst wieder ab. Nach der Teilung Berlins erhielt sie als Umfahrung West-Berlins jedoch wieder eine höhere Bedeutung und wurde 1950 wieder in Betrieb genommen. Dennoch wurde der Personenverkehr in Brusendorf ein Jahr später eingestellt. Von den Ländereien wurden 30 Hektar enteignet und davon 24 neu aufgeteilt. Drei Wirtschaftsbetriebe erhielten zusammen neun Hektar; vier Altbauern erhielten insgesamt weitere 15 Hektar. Am 1. Juli 1950 wurde die bis dahin eigenständige Gemeinde Boddinsfelde eingegliedert. Nach der Wende entstanden im Ort einige kleinere und mittelständische Unternehmen. 1953 gründete sich eine LPG vom Typ I, die zunächst 32 Mitglieder hatte und 281 Hektar landwirtschaftliche Nutzfläche bewirtschafteten. Sie wurde 1957 in den Typ III umgewandelt. 1960 hatte sie bereits 62 Mitglieder mit 281 Hektar Fläche. Weiterhin gab es eine LPG Typ I mit 38 Mitgliedern und 225 Hektar Fläche. Im gleichen Jahr entstand ein VEG Boddinsfelde.
Brusendorf wurde am 26. Oktober 2003 nach Mittenwalde eingemeindet.

## Bevölkerungsentwicklung
| Jahr      | 1734 | 1772 | 1801 | 1817 | 1840 | 1858               | 1895                | 1925 | 1939 | 1946 | 1964 | 1971 |
| Einwohner | 130  | 122  | 110  | 118  | 175  | Dorf: 127, Gut: 81 | Dorf: 133, Gut: 124 | 300  | 343  | 415  | 496  | 469  |

## Sehenswürdigkeiten

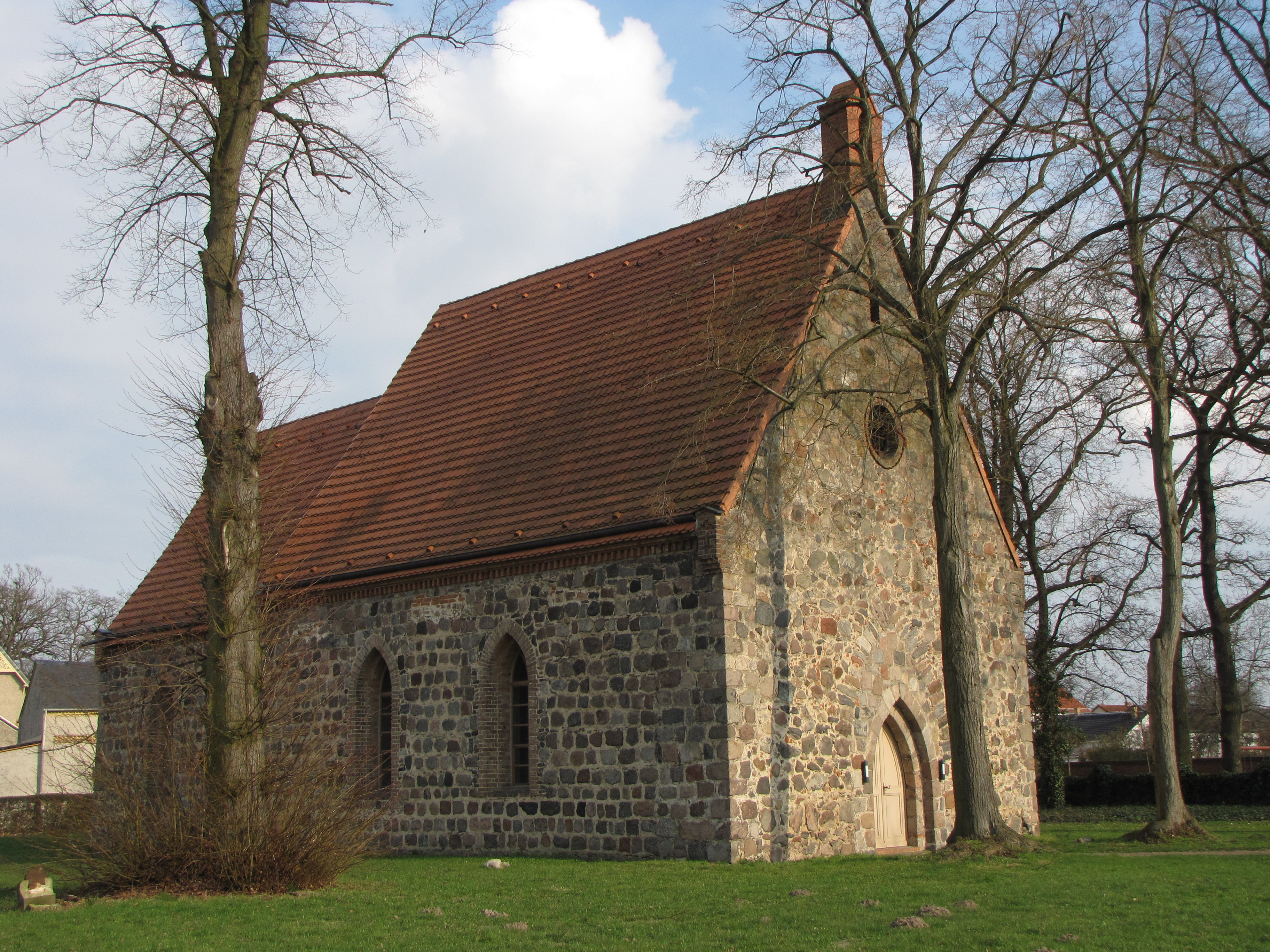
Dorfkirche Brusendorf

- Die Dorfkirche Brusendorf ist eine Feldsteinkirche aus dem Anfang des 14. Jahrhunderts. 1871 vergrößerte die Kirchengemeinde die Fenster und baute den Kirchturm zurück. Im Innenraum befinden sich unter anderem ein Altarretabel aus dem Mittelalter, das im 17. Jahrhundert neu gesetzt wurde. Er erhielt zwei Schnitzfiguren, die von zwei gotischen Flügelaltären stammen. In der Mitte ist Maria zu sehen, die von Barbara von Nikomedien und Stephanus begleitet wird. Darüber ist ein Kruzifix, das vermutlich aus der ersten Hälfte des 15. Jahrhunderts stammt.
- Postmeilensäule an der Straße nach Selchow

## Kultur und Vereinswesen
- Osterfeuer und Hoffest im Gutshof
- Im Ort ist eine Freiwillige Feuerwehr aktiv.

## Verkehr
- Östlich des Ortes verläuft die Bundesautobahn 13, nördlich der Berliner Ring.
- Der Flughafen Berlin Brandenburg (BER) befindet sich nördlich in der Nähe.
- Den öffentlichen Personennahverkehr stellt die Regionale Verkehrsgesellschaft Dahme-Spreewald mbH (RVS) sicher.
- Der frühere Haltepunkt Brusendorf lag an der Bahnstrecke Berlin Hermannstraße–Zossen.

## Persönlichkeiten
- August Krohn (* 1840 in Brusendorf; † 1889 in Wiesbaden), Philosophiehistoriker und Hochschullehrer